# 棟朝銀河
棟朝 銀河（むねとも ぎんが、1994年4月7日 - ）は、日本のトランポリン選手。リオデジャネイロオリンピックトランポリン競技に出場し、個人4位(日本人最高位)を獲得。また世界選手権団体銅メダルを獲得するなど、世界で活躍している日本のトランポリン界を牽引する代表選手である。

## 人物
1994年4月7日、東京都西東京市に生まれる。
小学2年生からトランポリン競技をはじめる。
小学5年生でオリンピック強化指定選手に指定される。
全日本ジュニアトランポリン選手権で最優秀選手賞を2年連続で獲得。
中学3年で、全日本選手権6位入賞するなど,幼少期から頭角を表す。
高校2年生で、難度点日本記録を樹立。
明治大学付属明治高等学校・中学校卒業後、慶應義塾大学環境情報学部に進学し、大学1年時に自身の難度点日本記録を更新し、日本人初の18点台を樹立した。
リオデジャイロオリンピックに出場し、個人4位(日本人最高位)を獲得した。
大学卒業後はセイコーホールディングスに所属。